# Sabatera rossa
La sabatera rossa (Albatrellopsis confluens), també anomenada sabatera confluent, és una espècie de fong de l'ordre dels russulals (Russulales). És una sabatera, un bolet amb el revers amb porus fins i la textura de la carn endurida com el cuir. La superfície és llisa, de tons ataronjats o roses, carn gairebé concolor i que esdevé rossa en assecar.

## Descripció
Bolet anual, més aviat gran, de carn engruixida, superfície llisa però que es clivella amb l'edad; seca; bru vermellosa a ataronjada, enfosqueix amb l'edat, el frec i en assecar, bru vermellós amb KOH.
Porus de vermellosa blancs a blanquinosos, molt menuts, 3-5 per mm, decurrents, no vira al frec.
Cama central o excèntrica, curta, que es pot soldar amb altres, blanquinosa a crema vermellosa.
Carn pàl·lida, de cremosa a groguenca, , suau i aromàtica al tast, KOH indiferent.

## Hàbitat
Espècie terrícola, aparentment no lignícola, micorrízica de coníferes, principalment pi roig i pícees (Picea abies), algun cop vora caducifolis; en estatges subalpí i montans i en boscos adults.
Creix a finals d'estiu

## Identificació
Se li assembla la sabatera camussa (Albatrellus ovinus) tenyeix de groc al frec, dolça de tast i de tons més pàl·lids.
Exemplars adults de la sabatera rossejant (Albatrellus ovinus var. subrubescens) poden semblar sabateres rosses però la primera té els porus groguencs, la cama amb taques bru vermelloses.

## Usos
Espècie comestible, aromàtica però amb un regust amarg que redueix l'acceptació, però que es pot suavitzar si afegim sucre. Conté grifol·lina, una substància biològicament activa, S'ha demostrat que posseís activitat antitumoral in vivo i in vitro. També inhibeix el creixement d'algunes línies cel·lulars cancerígenes.
Agradable amb ous remenats. Un cop blanquejada, es conserva en vinagre com els cogombrets.
1. ↑  Gràcia, Enric: La Clau dels Bolets: Identifica'ls de la mà d'Enric Gràcia, plana 132. Editorial Efadós, volum I, El Papiol, 2021, ISBN 978-84-18243-12-7
2. ↑  Vidal, Josep Maria; Ballesteros, Enric. Bolets dels Països Catalans i els seus noms populars.  Figueres: Brau Edicions, 2013. ISBN 9788496905986.
3. ↑  Hyde, K.D. 2024. The 2024 Outline of Fungi and fungus-like taxa. Mycosphere, 15(1): 5146-6239, Doi 10.5943/mycosphere/15/1/25, ISSN 2077 7019. Versió web.
4. 1 2 3 4  Bernicchia, Annarosa «Polyporaceae s.l.». Fungi Europaei, pàg. 80-81.
5. ↑  Læssøe, Thomas; Petersen, Jens H. Fungi of Temperate Europe.  Princeton: Princeton University Press, 2019. ISBN 9780691180373.
6. 1 2  Marchand, André. Champignons du nord et du midi. 2.  Barcelona: Société Mycologique des Pyrénées Méditerranéennes, p. 274. ISBN 8439957252.
7. ↑  Ye, Mao; Liu, Ji-kai; Lu, Zhong-xin; Zhao, Yan; Liu, Su-fang «Grifolin, a potential antitumor natural product from the mushroom Albatrellus confluens , inhibits tumor cell growth by inducing apoptosis in vitro» (en anglès). FEBS Letters, 579, 16, 20-06-2005, pàg. 3437–3443. DOI: 10.1016/j.febslet.2005.05.013. ISSN: 0014-5793.